# 丰洛线
丰洛铁路（官方名称：丰洛线）是沪昆铁路于丰城市的丰城站西往南引出到洛市镇，该线全长25公里，为单线非电气化铁路；该铁路为不与国铁办理直通运输的地方、合资铁路。
沿线共三站分别是：
丰城站—桥东站—洛市站